# Исландия на летних Олимпийских играх 1980
Исландия принимала участие в Летних Олимпийских играх 1980 года в Москве (СССР), но не завоевала ни одной медали.

## Результаты

### Лёгкая атлетика
Мужчины 100 м
- Оддюр Сигюрдссон

- Забег — 10.94 (→ не квалифицирован)

Мужчины 800 м
- Йоун Дидрикссон

- Забег — 1:51.1 (→ не квалифицирован)

Мужчины 1500 м
- Йоун Дидрикссон

- Забег — 3:44.4 (→ не квалифицирован)

Мужчины Метание диска
- Оскар Якобссон

- Квалификация — (→ не квалифицирован, нет рейтинга)

Мужчины Толкание ядра
- Хрейнн Халльдоурссон

- Квалификация — 19.74 м
- Финал — 19.55 м (→ 10 место)

- Оускар Якобссон

- Квалификация — 19.66 м
- Финал — 19.07 м (→ 11 место)